# Pier Luigi Nervi
Pier Luigi Nervi (21. června 1891, Sondrio – 9. ledna 1979, Řím) byl italský konstruktér a architekt, otec vysokorozponových předpjatých železobetonových konstrukcí, držitel Zlaté medaile AIA (1963).

## Biografie

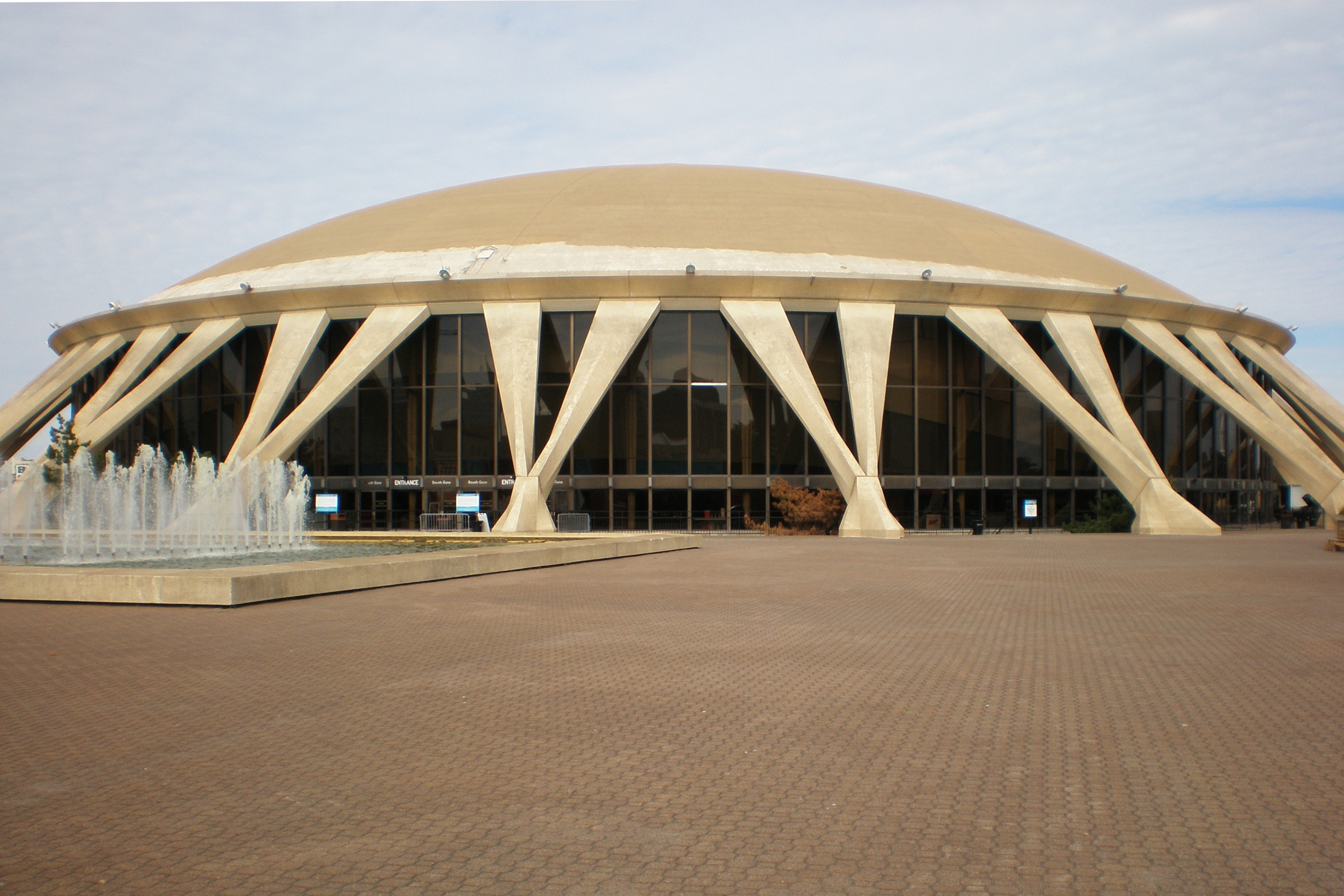
Norfolk Scope

Narodil se v Lombardii. V roce 1913 promoval na Boloňské univerzitě v oboru konstrukce. Během první světové války sloužil jako poručík u ženijního vojsku italské armády. Po válce, v roce 1920, si založil stavební firmu v Římě. Oženil se v roce 1924, za manželku si vzal Irene Calosovou, se kterou měl 4 syny.
V letech 1926–1927 navrhl první významné dílo, kino Augusteo v Neapoli. S bratrancem založil v roce 1932 firmu Nervi a Bartoli, ve které setrval až do konce své kariéry. V letech 1947–1961 působil jako univerzitní profesor v Římě.
Zemřel v roce 1979 na selhání srdce.

## Tvorba
Po budově neapolského kina dostal možnost navrhnout městský stadion (stadion Artemio Franchiho) ve Florencii pro 35 000 diváků (1931). Později, v letech 1935 až 1941 pro italské vojenské letectvo postavil hangáry v Orbetellu, Orvietu a v Torre del Lago. Hangár v Orvietu byl koncipován jako geodetická kopule, jejíž vlastnosti Nervi předtím zkoumal na celuloidových modelech. Konstrukce sestávala z prefabrikovaných železobetonových profilů, na které v roce 1939 získal patent. Ve druhé světové válce byly stavby zničeny. 

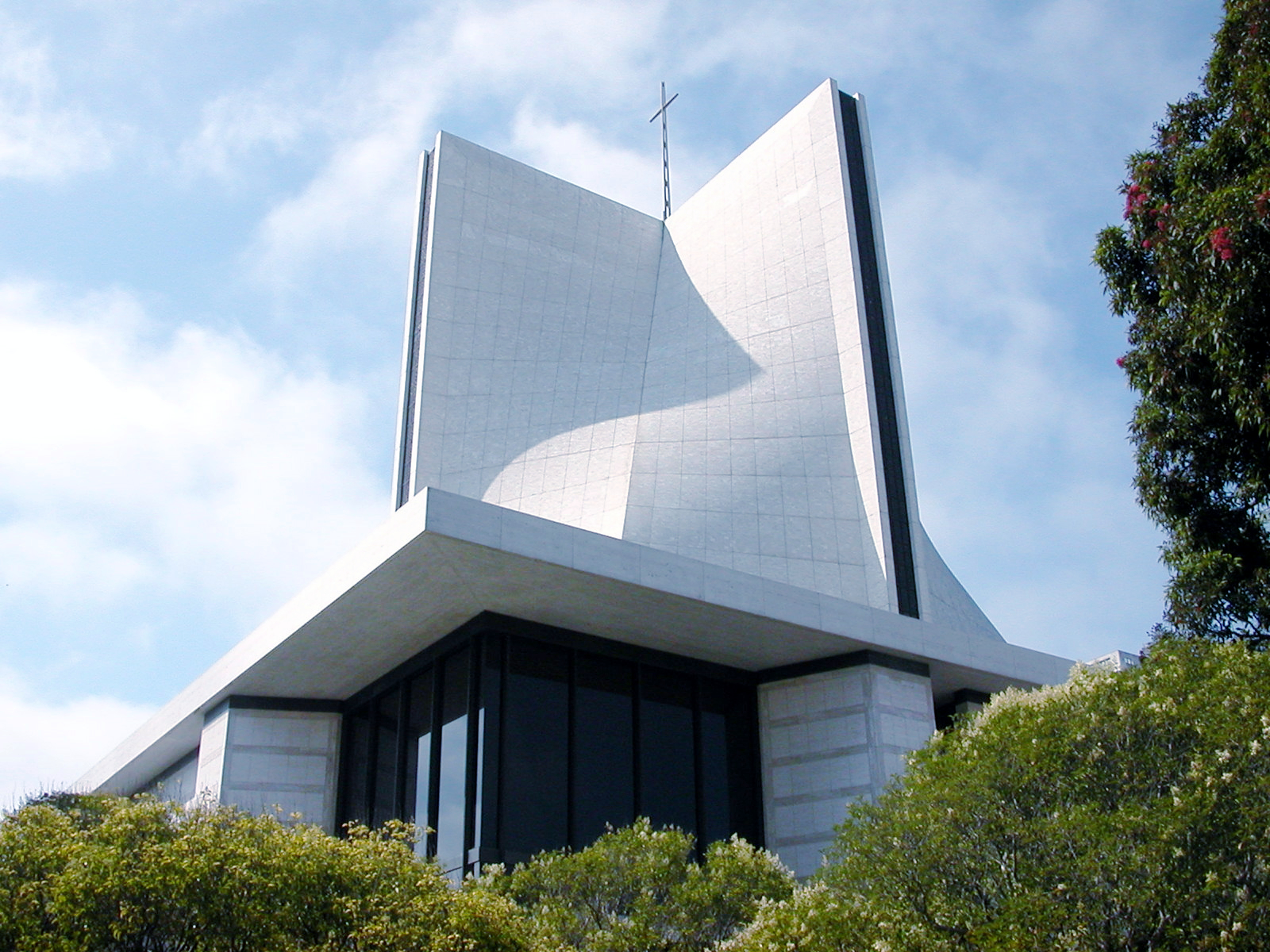
St. Mary Cathedral v San Franciscu

Jeho kreativita se nesoustředila jen na navrhování budov. Po válce se věnoval navrhování betonových plavidel pro italské námořnictvo. Postavil dva typy betonových plachetnic s použitím vlastního vynálezu, materiálu „ferrocemento“ (1946). Je vytvořen z těžkého betonu hustě ztuženého rovnoměrně rozloženou ocelovou síťovinou. Tento materiál se naplno uplatnil v návrhu staveb pro výstavu v Turíně (1949–1950). Montované konstrukce ve formě vlnitých cylindrických oblouků složené z modulových dílců ze skla a ferrocementu překlenuly rozpon 93 metrů.

V roce 1950 se Pier Luigi Nervi podílel na návrhu centrály UNESCO v Paříži. V období let 1955–1969 spolupracoval na projektech několika mrakodrapů v Evropě i v Americe (např. Tour de la Bourse v kanadském Montrealu). Roku 1960 byl dokončen jeho Olympijský stadion v Římě, roku 1963 Autobusové nádraží George Washington Bridge v New Yorku. Na konci 60. let Pier Luigi Nervi stavitelské aktivity omezil a soustředil se na design. Jeho poslední velkou a typicky nerviovskou stavbou byla hala Norfolk Scope v americkém Norfolku dokončená roku 1971.

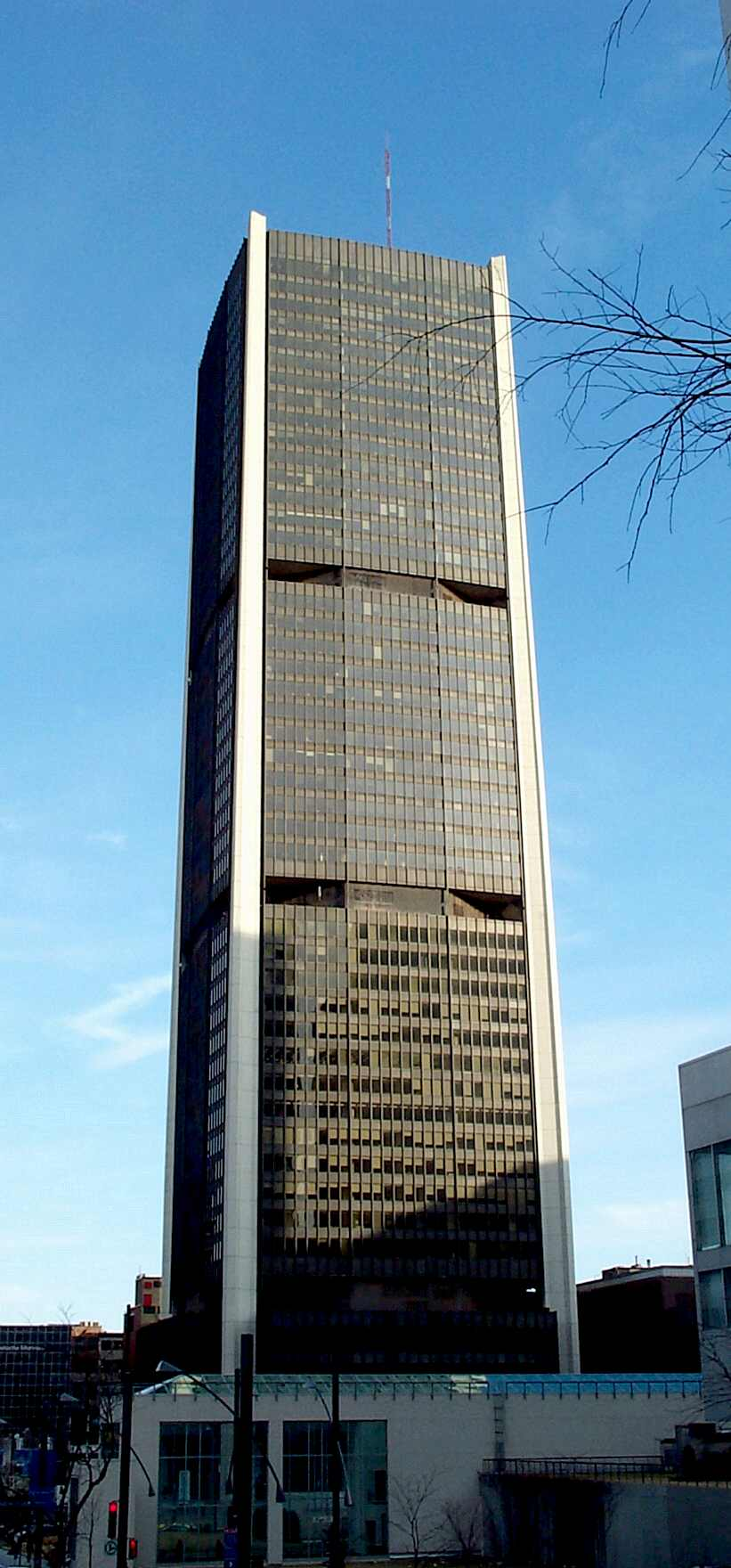
Tour de la Bourse v Montrealu

Vydal mnohé odborné publikace Umění a věda navrhování (1945), Řeč architektury (1950) nebo Nové konstrukce (1963).
Nervi věřil, že architektura a stavitelství jsou dvě části jednoho celku. Tvrdil, že pro návrh dobré budovy je nezbytné znát materiály. Jeho návrhy vycházely z mnoha experimentů se stavebním betonem, v nichž ustavičně hledal řešení konstrukčních problémů. Železobeton mu umožňoval vytvořit pevné, jednoduché, ale esteticky zvládnuté konstrukce. Svými řešeními ustanovil železobeton jako hlavní současný stavební materiál. Prostřednictvím prolínajících se rovin, skládaných a ohýbaných ploch a deformovaných povrchů zavedl trojrozměrný designérský slovník do architektury.